# Eugen Dücker

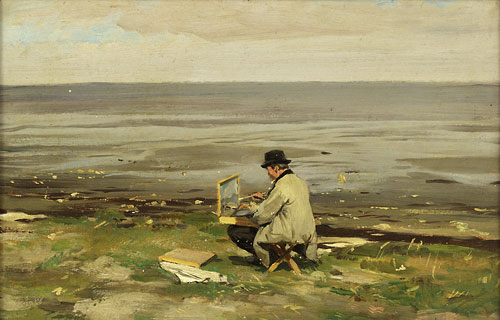
Malarz nad Bałtykiem, autoportret, olej na kartonie

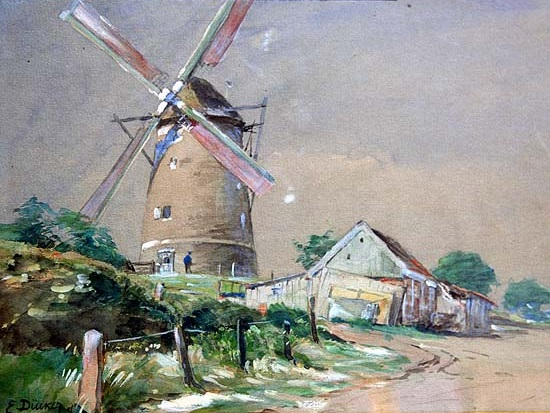
Pejzaż z wiatrakiem, akwarela i gwasz na papierze

Eugen Dücker lub Eugène Gustav Dücker (ur. 10 lutego 1841 w Arensburgu, zm. 6 grudnia 1916 w Düsseldorfie) – niemiecki malarz pejzażysta urodzony w Estonii.
Urodził się na estońskiej wyspie Sarema w rodzinie Niemców bałtyckich. Studiował w latach 1858–1862 w Akademii Sztuk Pięknych w Petersburgu, a w 1864 przeniósł się na stałe do Düsseldorfu, gdzie przez 44 lata był wykładowcą pejzażu w tamtejszej akademii. Wśród jego licznych uczniów byli m.in.: Max Clarenbach, Georg Macco, Fritz Overbeck, August Schlüter, Otto Serner, Otto Strützel, Willi Tillmans, Carl Wuttke, Walter Ophey, a z Polaków Włodzimierz Nałęcz. W celach naukowych odbywał podróże do Holandii, Belgii, Francji i Włoch.
Eugen Dücker malował przede wszystkim romantyczne pejzaże, jego ulubionym tematem były wybrzeża Morza Północnego i Bałtyku oraz wrzosowiska – krajobraz północnej części Niemiec.